# Fenomeno ottico

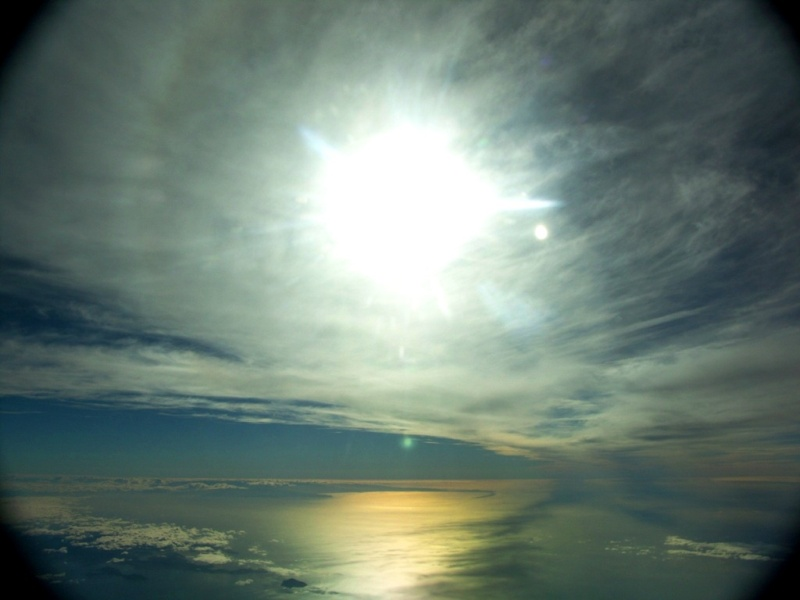
Alone alla latitudine 41 gradi Sud

Un fenomeno ottico è un evento visibile che risulta dall'interazione di luce e materia.
I fenomeni ottici comuni sono spesso dovuti all'interazione della luce con le condizioni atmosferiche, le nuvole, l'acqua, o particelle in sospensione. Altri fenomeni, come i colori generati da un prisma, sono aspetti interessanti dell'ottica. Alcuni di essi sono generati dallo stesso occhio umano.
Un fenomeno frequente è l'arcobaleno, che si forma quando la luce del sole è riflessa dalle gocce d'acqua della pioggia; altri, come il raggio verde, sono rari o, come la fata morgana, sono comuni solo in alcuni luoghi. 
Non rientra in essi il fenomeno delle aurore polari che rientra invece nei fenomeni di interazione materia-materia.
Diverso è il caso delle illusioni ottiche, che possono essere spiegate come interpretazioni errate di fenomeni inusuali.

## Una lista di fenomeni ottici

### Fenomeni ottici atmosferici
Punto antielico - Wikipedia
- Bagliore residuo
- Luminescenza atmosferica

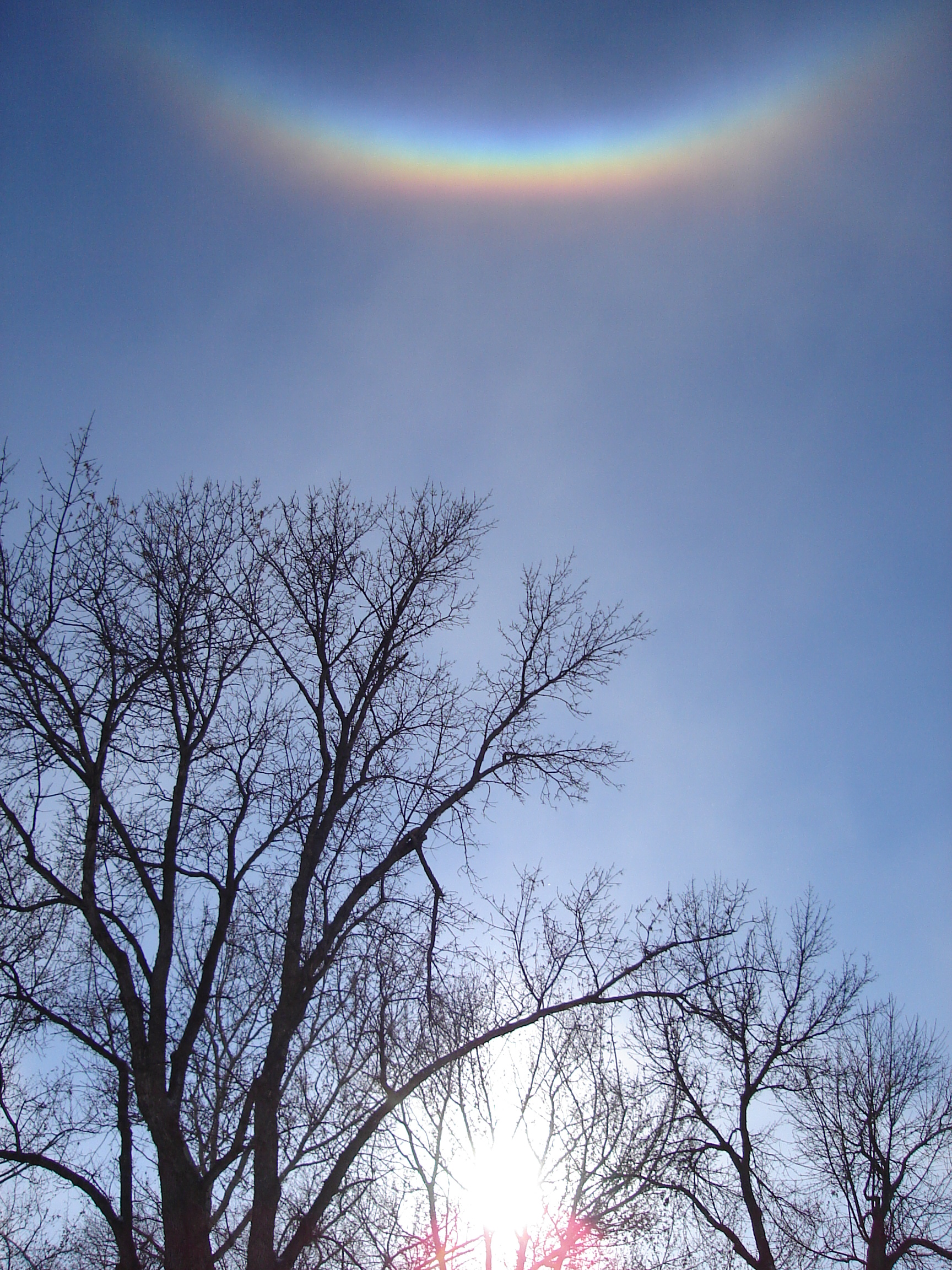
Arco circumzenitale su Grand Forks (Dakota del Nord)

- Alexander's band, la regione scura in mezzo ad un doppio arcobaleno
- Enrosadira
- Raggi anticrepuscolari
- Aurora polare (aurora boreale e australe)
- Cintura di Venere
- Arco circumzenitale
- Raggi crepuscolari
- Luce tellurica
- Fulmini
- Glorie (anche noti come Brocken's Specter o Specter of the Brocken)
- Il raggio verde
- Alone, del Sole o della Luna,
- Alone di 22°
- Parelio e paraselenio
- Heiligenschein o effetto halo, parzialmente causato dall'Effetto dell'opposizione
- Pilastro di luce
- Arcobaleno
- Miraggio
- Spettro rosso
- Shadow set
- Subelio
- Tindallizzazione

### Altri fenomeni ottici
- Gegenschein
- Iridescenza
- Opposition effect
- Sylvanshine
- Luce zodiacale

### Effetti ottici
- Asterismo, gemma con luce stellare come zefiro o rubino.
- Aura, un fenomeno per cui gas o polvere che circondano un oggetto luminoso riflettono la luce.
- Aventurescence, chiamato anche effetto Schiller, con gemme come quarzo aventurino e pietra del sole.
- La camera oscura
- Caustica
- Gatteggiamento, gemma occhio di gatto come il crisoberillo occhio di gatto o l'aquamarina occhio di gatto.
- Polarizzazione cromatica
- Luminescenza catodica
- Diffrazione, diffusione apparente delle onde di luce quando incontrano un ostacolo.
- Dispersione
- Doppia rifrazione
- L'Esperimento double-slit
- Elettroluminescenza
- Fluorescenza, anche chiamata fotoluminescenza.
- Fosforescenza
- metamerismo come dell'alessandrite
- Anello di Newton
- Pleocroismo gemma o cristallo che sembra multicolore
- Scattering Rayleigh (per cui il cielo è blu, i tramonti rossi, le nuvole sono bianche, e fenomeni simili)
- Sonoluminescenza
- Radiazione di sincrotrone
- la separazione della luce bianca con un prisma
- Triboluminescenza
- L'Effetto Zeeman
- Scattering Thomson
- Riflessione interna totale
- Lo Effetto Umov
- Fenomeni collegati con la luce polarizzata come doppia rifrazione, o Haidinger's brush
- La capacità di passare attraverso la materia o il vuoto.

### Fenomeni intraottici
- Diffrazione della luce attraverso eye lashes
- Miodesopsia
- Haidinger's brush
- Monocular diplopia (o poliplopia) dai riflettori ai trasmittenti dei vari ocular media
- Fosfene dovuto a stimoli non luminosi (ad esempio meccanici o elettrici) dei coni e dei bastoncelli della retina o di altri neuroni del sistema visivo
- Purkinje images.

### Illusioni ottiche
Ci sono vari fenomeni dovuti alla natura delle particelle o delle radiazioni elettromagnetiche.  Alcune son molto nascoste ed osservabili solo con misurazioni precise. 
Una famosa osservazione concerne la curvatura della luce proveniente da una stella, ad opera del sole, durante un'eclissi solare. Questa dimostra che lo spazio è curvato. Per approfondire vedi la teoria della relatività
Le osservazioni di alcuni fenomeni come l'effetto fotoelettrico, il flusso di corrente elettrica attraverso un materiale o attraverso il vuoto quando il materiale è esposto alla luce, creano nuove situazioni scientifiche, che non possono venire semplicemente spiegate con le esistenti teorie.